# Budynek przy ul. Stanisława Żółkiewskiego 31 w Toruniu
Budynek przy ul. Stanisława Żółkiewskiego 31 w Toruniu – dawna siedziba firmy Carla Benjamina Dietricha i Syna, położony przy ul. Stanisława Żółkiewskiego 31 w Toruniu. Budynek został wybudowany w 1907 roku. Po 1920 roku budynek przejęło Polskie Towarzystwo Handlowe. Obok siedziby firmy C.B. Dietrich i Syn znajdowały się magazyny, oficyna oraz budynek portierni, wyburzone ok. 2016 roku podczas remontu ulicy Stanisława Żółkiewskiego. Budynek figuruje w gminnej ewidencji zabytków (nr 1531).